# Psychorealizm
Psychorealizm (realizm psychologiczny) – kierunek w literaturze i malarstwie kształtujący się od lat 70. XIX w. i ostatecznie zdeterminowany rosnącą popularnością teorią psychoanalizy na przełomie XIX i XX w.
Realizm psychologiczny bada wewnętrzne zmagania bohaterów, aby wyjaśnić ich działania. Jednocześnie maluje obraz ich świata, który jest widziany poprzez analizę ich kondycji psychicznej, emocjonalnej i wyzwolonych przez nie działań, bada także ich konsekwencje w ujęciu jednostki i społecznym.

## Wpływ psychoanalizy na gatunki sztuk pięknych
Od czasu wprowadzenia przez Freuda psychoanalizy klinicznej i jej zastosowania w naukach humanistycznych i innych dziedzinach, począwszy od lat pięćdziesiątych XX wieku, opublikowano wiele książek o sztuce i psychoanalizie. Późniejsze publikacje omawiają nieco inne podejście do sztuki i psychoanalizy. Niektórzy zajmują się recepcją dzieł, inni specyficznymi tematami psychoanalitycznymi, takimi jak sny, kompleks Edypa itp., interdyscyplinarnym podejściem do kultury, polimorficznym, perwersyjnym charakterem twórczości oraz nowoczesne podejścia psychoanalityczne stosowane w sztuce nowoczesnej i współczesnej. Zwykle zajmują się one różnymi szkołami psychoanalizy stosowanej w sztuce, przy czym historycy sztuki na ogół skupiają się na konkretnych dziełach sztuki i poszczególnych artystach, a psychoanalitycy na procesie twórczym, chociaż w niektórych przypadkach obie te dziedziny nakładają się i wzmacniają
Według badań związek psychoanalizy ze sztukami pięknymi może być dzielony na trzy główne kategorie: 
1. psychobiografia, w której życie artysty jest bezpośrednio związane z jego twórczością;
2. psychoikonografia, w której ikonografia dzieła jest zdeterminowana konwencją i tematem i może być analizowana psychologicznie (psychoikonografia może także dać wgląd w dzieła sztuki, gdy życie artysty jest dobrze znane i można je powiązać ze znaczeniem wyobrażeń);
3. pochodzenie i natura kreatywności i symbolizacji. Związek psychoanalizy ze sztukami pięknymi opisywany jest między innymi w publikacji Ernsta Krisa[potrzebny przypis]

## W literaturze
Przedstawicielami realizmu psychologicznego w literaturze byli m.in. Fiodor Dostojewski, Henry James, Charles Dickens, Gustave Flaubert, Walt Whitman oraz Edith Wharton, Samuel Beckett. Za prekursora tego kierunku uważa się Henrego Jamesa. Znaczący wpływ miała dysputa przeprowadzona przez pisarza wraz z H.G. Wellsem. Dotyczyła ona zestawienia poglądów o fantastyce naukowej i na temat granic powieści. Teoretyk literatury apelował do pisarza, aby ten porzucił kaznodziejstwo i zajął się subtelnościami osobowości postaci. 

## W malarstwie
W odniesieniu do tradycji malarstwa XIX w. czerpie on z dorobku realistów – w tym np. Gustave'a Courbeta, Honore Daumiere czy Józefa Chełmońskiego. Przekłada się on także na inne dziedziny, np. malarstwo. Tematyka ta jest spójna z american scene painting i social realism. Korzysta on z rozbudowanego języka symbolizmu, realizmu, a także hiperrealizmu. Kompozycja obrazów budowana jest nieoczywistym zestawieniem figuracji i przedmiotów dnia codziennego. Psychorealizm jako kierunek malarstwa współczesnego, reprezentowany jest przez polskich artystów Krzysztofa Powałkę i Michała Powałkę, którzy na nowo go zdefiniowali, stworzyli i wyznaczyli nowy kierunek, który formalnie i po części ideowo, odbiega od XX wiecznego pierwowzoru jakim jest Psychorealizm "Surrealistyczny" opisany w "A Tale of Mother’s Bones – Grace Pailthorpe, Reuben Mednikoff and the Birth Of Psychorealism". 